# Чалый, Антон
Анто́н Ча́лый (188?-05.1921) — повстанческий атаман, участник махновского и белого движения.

## Биография
Родился в конце девятнадцатого столетия в крестьянской семье, в селе Заливное Александровского уезда Екатеринославской губернии.
С 1917 года — член Гуляйпольской группы анархистов.
В апреле 1919 года Штарм (Штаб армии) поручил Чалому наблюдать за Никифором Григорьевым, и в случае подготовки им восстания ликвидировать последнего.
25 июня 1919 года Чалый присутствовал на собрании командиров и членов Штарма, на котором обсуждалось заключения союзного договора с Григорьевым. А уже 27 июля Чалый принимал участие в ликвидации Григорьева.
В августе 1920 года Чалого отправили в район Великомихайловки для организации повстанческих отрядов. После ухода основных сил РПАУ из района формирования Чалого за его отрядом активно охотились части РККА и ЧК, которые без суда и следствия убивали повстанцев.
После того как район Чалого оказался в тылу Врангеля, весной 1920 года последний заявил, что он в союзе с Махно, всячески поддерживал Чалого и помогал формировать отряды.
Осенью 1920 года Чалый в Русской армии Врангеля формировал бригаду из бывших махновцев, а также держал линию фронта против махновцев на участке фронта Чаплино — Синельниково.
В Русской армии Врангеля Чалый был командиром 10-й бригады им. Н. Махно.
В середине октября 1920 Штарм приказал Чалому перейти линию фронта и явиться в Штарм РПАУ, Антон исполнил приказ и явился в Штарм, где его судили, после чего отпустили. Уход Чалого с фронта дал возможность коннице Марченко и группе Петренко войти в тыл Дроздовской дивизии.
Расстрелян[кем?] в мае 1921 года.